# 西岡久充
西岡 久充（にしおか ひさみつ）は、日本の経営工学・社会システム工学者。龍谷大学経営学部教授。工学博士（大阪工業大学）。日本経営工学会第36期監事・元理事。元工業経営研究学会幹事。  元経営情報学会代議員。    
専門は、経営工学・社会システム工学、経営学・技術経営、 経営意思決定・行動科学。

## 略歴
1998年大阪工業大学工学部経営工学科（現：情報科学部データサイエンス学科）卒業。2000年同大学大学院工学研究科経営工学専攻修士課程修了。2004年同大学院工学研究科経営工学専攻博士課程修了、工学博士（大阪工業大学）。同大学工学部嘱託講師などを経て、2013年龍谷大学経営学部専任講師。2015年同学部経営学科准教授。2024年同学科教授。
主な所属学会は、日本経営工学会、日本経営システム学会、経営情報学会、工業経営研究学会。主な著書は、ビジネスデータの分析リテラシーと活用-Excelによる初級・中級データサイエンス（共著、同文舘出版2021、学術書）。ものづくりに役立つ経営工学の事典 - 180の知識（分担執筆、朝倉書店2014、学術書）、工業経営における人・組織と技術（分担執筆、学文社2010、学術書）。

## 主な研究
- 非同期コミュニケーションにおける参照情報提示機能の効果に関する研究[2]
- 企業における携帯電話の利用による人・組織の変化に関する研究[3]
- 組織診断と業績意識の関連について－トータル人事システムの産学協同研究[4]
- 経営学部における初期情報教育への試みと検証 - 6年間の比較分析からの考察[5]
- 学生のモチベーションと社会人基礎力との関係性 - 大学におけるキャリア教育の研究